# Favershami Simon
Favershami Simon (latinul: Simon Favershamensis, Simon Anglicus, angolul: Simon of Faversham), (Faversham, 1260 körül – ?, 1306) középkori angol filozófus.
Quaestiokat írt az arisztotelészi Kategóriákról és a De anima III. könyvéről. Simon rövid és világos quaestioiból kiderül, hogy jól ismeri Arisztotelész görög és arab kommentárjait, ugyanakkor mérsékelt módon elkerülni igyekszik az averroizmust és az augusztinizmust is. A De animáról szóló quaestiokban általában Aquinói Szent Tamásra jellemző megállapításokat tesz.